# Ahmad Jamal
Pour les articles homonymes, voir Jamal.
Ahmad Jamal, né Frederick Russell Jones le 2 juillet 1930 à Pittsburgh en Pennsylvanie et mort le 16 avril 2023 à Sheffield au Massachusetts, est un pianiste et un compositeur de jazz américain.

## Biographie

### Enfance
Frederick Russel Jones (Ahmad Jamal, à partir de 1952, à la suite de sa conversion à l'islam) est né le 2 juillet 1930 à Pittsburgh en Pennsylvanie. Sa famille est très modeste : son père travaille dans une aciérie, sa mère fait des ménages. C'est pourtant elle qui achètera le piano sur lequel il fera ses débuts.
Pittsburgh a vu naître à cette époque de très nombreux jazzmen comme Kenny Clarke, Mary Lou Williams, Erroll Garner, et Art Blakey , dont beaucoup furent des musiciens précoces (on peut notamment citer le cas d'Erroll Garner, voisin de la famille Jones — leurs mères étaient amies — qui débuta à l'âge de deux ans) : ce sera le cas du jeune Frederick (Ahmad).
Il semble en effet que son premier contact avec un piano ait lieu à 3 ans lorsque son oncle, en train de jouer dans le salon familial, le défie de reproduire la phrase musicale qu'il vient d'exécuter. Ahmad Jamal, qui n'a encore jamais posé les doigts sur un clavier, s'assoit alors sur le tabouret et reproduit note pour note ce qu'avait joué son oncle.
Le piano demeure un jeu jusqu'à l'âge de 7 ans, lorsqu'il commence à l'étudier sérieusement, en prenant des cours particuliers qui lui permettent de s'initier aux classiques : « À sept ans, j’ai commencé à étudier le piano. À onze, je jouais Liszt et j’étais professionnel. À quatorze, j’étais inscrit au syndicat des musiciens. Et à dix-sept ans, je commençai à faire des tournées. J’aurais voulu étudier à l’Académie Juilliard, mais il fallait que je gagne ma vie. »

### Carrière précoce
Pour gagner sa vie, il commence à jouer dans les night-clubs de Pittsburgh. Il accompagne alors des chanteuses (comme Dinah Washington), de petites formations (il joue notamment avec Sidney « Big Sid » Catlett ) et certains big bands.
En 1947, George Hudson lui propose de rejoindre son orchestre. Cette expérience sera tout d'abord bénéfique car l'orchestre de Hudson offre enfin un cadre stable au jeune pianiste tout en lui permettant d'acquérir l'expérience des tournées.
Cependant, les relations entre Ahmad Jamal et George Hudson se dégraderont au fil du temps car le tempérament et le style du pianiste s'accordent mal au cadre strict des grands orchestres.
En 1949, c'est la rupture. Ahmad Jamal monte alors sa première formation : un quartet qu'il appelle The Four Strings. Hélas, cette formation sera rapidement dissoute faute d'engagements. Très affecté, Ahmad Jamal quitte alors Pittsburgh pour aller tenter sa chance à Chicago.

### Trios
Ahmad Jamal arrive à Chicago en 1950. À cette époque, les engagements de musiciens sont strictement contrôlés par le syndicat local, dont le but est notamment de promouvoir les musiciens autochtones. Obtenir un accord pour un simple engagement nécessite d'être résident de Chicago depuis plus de six mois et les conditions sont encore plus strictes pour travailler en tant que leader. Dans l'attente d'une approbation, Ahmad Jamal se voit contraint d'effectuer divers métiers : porteur dans les grands magasins et même balayeur.
Accepté peu à peu par la scène locale, il commence par se produire en solo puis il fonde, en 1951, son premier trio : The Three Strings avec Ray Crawford (guitare) et Eddie Calhoun (contrebasse).
Le 18 février 1952, Il se convertit à l'islam et prend le nom d'Ahmad Jamal. Il a parfois été dit qu'Ahmad Jamal était le cousin éloigné de Malcolm X, lui aussi converti à la même période. Ceci a été démenti par le pianiste lui-même.
En 1955, Israel Crosby remplace Eddie Calhoun. En 1956, Ahmad modifie son trio pour une formation piano-basse-batterie, Walter Perkins remplaçant Ray Crawford. Mais Perkins ne restera pas longtemps : il ne participera qu'à 3 albums avant d'être remplacé par Vernel Fournier à partir de 1957.
Ahmad Jamal dispose enfin d'un trio stable et le succès sera retentissant en 1958 avec l'enregistrement de l'album Ahmad Jamal at the Pershing: But Not for Me, dont la version de Poinciana est demeurée légendaire. Paradoxalement, ce succès, qui permit au talent de Jamal de dépasser le cercle restreint des amateurs de jazz, lui fut alors indirectement reproché par certains critiques, qui le comparèrent à un « pianiste de cocktail ». Toujours est-il qu'il lui permet de concrétiser un projet qui lui tenait à cœur en ouvrant, à Chicago, son propre club de jazz : l'Alhambra. Le club est équipé d'un studio d'enregistrement qui permettra à Ahmad Jamal d'enregistrer « à domicile » et de faire ses premiers pas en tant que producteur.
L'année 1962 sera difficile : Ahmad Jamal divorce et dissout le trio. Il part alors s'installer à New York et en profite pour réaliser un vieux rêve : suivre les cours de la prestigieuse Juilliard School. C'est également lors de son passage dans « la grosse pomme » qu'Ahmad rencontrera Jamil Nasser (contrebasse) avec qui il constituera un nouveau trio à partir de 1963.
Toutefois, et malgré quelques enregistrements de qualité, le succès n'est pas toujours au rendez-vous. Si les musiciens dont Jamal s'est entouré ne manquent pas de talent, ils ne peuvent faire oublier Israel Crosby et Vernel Fournier. Parallèlement, ses efforts en tant que producteur ne déboucheront sur aucun succès notable et semblent le détourner de son travail de compositeur. En 1969, Ahmad Jamal est épuisé et sa situation financière est mauvaise. Il décide alors de prendre du recul : « en 1969, j'avais à nouveau arrêté de jouer : j'étais occupé par la maison de disques que j'avais créée, et j'étais surtout fatigué, lassé, pas de la musique mais du business : tournées, compagnies de disques... »

### Maturité
La crise de 1969 sera salutaire : Ahmad Jamal semble prendre conscience de ses égarements et décide de se recentrer sur sa vocation première. Cette véritable renaissance sera symbolisée par l'album The Awakening, qui pose les bases du style définitif de Jamal. La grande sophistication des arrangements pour le trio confère à l'ensemble une cohérence et une sonorité très particulières, qui seront dorénavant identifiées comme la « signature » d'Ahmad Jamal.
Les années 1980 seront extrêmement prolifiques : multipliant les concerts et les enregistrements (3 albums pour la seule année 1980), Jamal semble libéré des contraintes formelles. Il connaît alors une période d'expérimentations : il s'attache à la sonorité des claviers en s'essayant au piano électrique et en travaillant avec des vibraphonistes, comme Gary Burton. Parallèlement, il approfondit son travail rythmique en s'entourant de percussionnistes comme Manolo Badrena.
En 1994, il tente une synthèse globale de son jeu de piano dans un enregistrement méconnu : Ahmad Jamal at home. Cet album, où Jamal apparaît seul au piano, ne comporte aucun thème, seulement quatre improvisations, comme un condensé du style du pianiste.
En fait, Jamal fait partie, avec Nat King Cole, des rares grands noms parmi les pianistes de jazz à ne s'être pas véritablement livrés à l' « astreinte du solo ». 
De la fin des années 1990 à son décès, Ahmad Jamal semble s'être apaisé. Tout en demeurant très actif sur la scène jazz, il a stabilisé son trio, composé du bassiste James Cammack et du batteur Idris Muhammad. N'ayant plus rien à prouver après plus de cinquante années de carrière, il demeure l'un des derniers témoins encore en activité de l'ère des géants du jazz.

### Mort
Le 16 avril 2023, Ahmad Jamal meurt à son domicile de Sheffield dans le Massachusetts à l'âge de 92 ans, des suites d'un cancer de la prostate,. Il fut également atteint de diabète de nombreuses années jusqu'à sa mort.

## Personnalité

### Héritage
Sans doute ses origines modestes et sa jeunesse difficile y ont-ils contribué, il est en tout cas possible de distinguer certains traits de caractère très visibles :
1. Une impressionnante culture : du fait de la durée de sa carrière et sans doute également du nombre important de ses tournées, Ahmad Jamal a été en contact avec l'essentiel des acteurs significatifs de la scène jazz de la seconde moitié du XXe siècle. Auditeur attentif, il ne s'est pas contenté d'être spectateur des évolutions du jazz mais a intégré de nombreuses influences à sa personnalité propre. Ainsi, chacune de ses interventions fait la part belle aux musiciens qu'il a connus : « J'ai connu l'époque des premiers grands succès commerciaux de musiciens comme Louis Armstrong, Ella Fitzgerald, Benny Goodman, Billie Holiday, Duke Ellington, Nat King Cole[4]… » Ces déclarations, reflets de sa grande expérience, ont sans doute contribué à la réputation d'« intellectuel » qui lui est parfois attribuée.
2. Un artiste en marge : Jamal a toujours été un artiste à contre-courant. Dans les années 1950, alors que les musiciens de be-bop pratiquaient une véritable surenchère en matière de vitesse de jeu, Ahmad Jamal affirmait un toucher cristallin et un véritable éloge du silence[N 8]. « J'étais un ange parmi les diables […], les boppers faisaient exploser les notes. Moi, je les laissais résonner jusqu'au bout de leur vie[15]. » Dans les années 1960, alors que le jazz expérimente l'abstraction au travers de la vague free, Jamal reprend les tubes de Stevie Wonder et se voit alors accusé de verser dans un jazz purement commercial. Enfin, lorsque les années 1970 voient le jazz se tourner vers la fusion, lui revient aux sources avec The Awakening, sobre et acoustique. Cette réputation d'artiste en marge explique en partie son manque de notoriété.
3. Une perpétuelle recherche de paix : Malgré le véritable tourbillon qu'est sa vie, Ahmad Jamal a fréquemment déclaré rechercher la paix[N 9] : « La quête, c'est celle de la paix, musicale et intérieure. Je ne peux pas dire, reconnaître que je suis en paix, ce serait dangereux de l'exhiber : un homme en paix avec lui-même ne le dit pas[4]. » De même, il a fréquemment posé pour des photographies en costume blanc avec une colombe, c'est notamment le cas sur la pochette de l'album After Fajr.

### Religion
Même si Ahmad Jamal doit son nom à sa conversion à l'islam, il s'est toujours montré extrêmement discret quant à sa pratique religieuse. Du reste, dans les années 1950 et 60, de nombreux noirs américains se sont convertis (Mohamed Ali, Malcolm X, Idris Muhammad…) mais cela n'a pas toujours empêché l'emploi de certains clichés dans la presse. Il revendique être croyant, mais sans prosélytisme, comme une évidence : « Tout le monde n'est-il pas croyant ? […] Bien sûr, que cela m'influence ! Chaque philosophie envahit le corps tout entier, l'esprit, l'âme ! […] Il est impossible d'avoir confiance en quelqu'un qui n'a aucune croyance. Si vous n'avez pas confiance, si vous n'avez pas foi en la Création – vous devez croire que quelque chose contrôle l'Univers — un pouvoir qui contrôle l'Univers. Un pouvoir qui n'est ni vous, ni moi, ni Bill Clinton. »
Cette conception de la religion (une philosophie contribuant à poser un regard émerveillé sur la Création) se retrouve dans le rapport qu'Ahmad Jamal entretient avec la créativité : « De toute façon, il n'y a rien de nouveau sous le soleil. Au mieux, nous pouvons découvrir certaines choses. Tout est déjà là. Il y a des gens qui incarnent la créativité et ont fait avancer les choses : Tatum, Armstrong, Charlie Parker, Dizzy Gillespie, Sarah Vaughan, ou Phineas Newborn Jr, mais ils n'ont pas « créé », ils ont découvert ; ils ont été des novateurs plutôt que des créateurs. Nous ne pouvons pas créer la lune ou le soleil, mais nous pouvons les faire se réfléchir. »
La seule référence explicite à l'Islam se trouve dans le titre de son album After Fajr : « Fajr » est la prière précédant le lever du soleil, elle est obligatoire, première des cinq de la journée.

## Style
Ahmad Jamal met fréquemment en parallèle sa découverte du piano avec sa découverte des classiques. De fait, son phrasé et sa légèreté dans l'harmonie évoquent l'impressionnisme d'un Ravel, d'un Debussy ou d'un Gershwin. Il dénonce la dichotomie fréquemment postulée entre jazz et musique classique : pour lui, le jazz est la musique classique américaine[réf. nécessaire].
C'est dans le même esprit qu'Ahmad Jamal fait référence aux standards dans son jeu : il semble faire primer l'interprétation des « anciens » sur la créativité pure[réf. nécessaire] : « Je ne connais personne qui travaille dans cette musique et qui n'utilise pas les standards. C'est ce qui rend unique la musique classique américaine. Je pense que nous avons interprété ces standards au-delà des rêves les plus fous de leurs compositeurs. Art Tatum a très peu composé. Dans mon cas, j'ai commencé comme pianiste et compositeur. Maintenant, je joue soixante-dix pour cent de mes compositions, contre trente pour cent de compositions d'autres musiciens. »

### Improvisation
Comme tous les jazzmen, Ahmad Jamal est un improvisateur. Mais il s'est personnellement toujours opposé à la notion d'improvisation comme élément différenciant le jazz des autres styles de musique :

« Tous les musiciens improvisent – Mozart improvisait. C'est une erreur fondamentale de penser que l'improvisation est une spécificité du jazz, c'est fou ! […] L'enregistrement définitif n'est que l'écriture sur un manuscrit - tout le reste n'est qu'improvisation. Cela sort de leur esprit. Bach improvisait, Liszt improvisait. L'essentiel du travail de Mozart ne sera jamais connu, car il ne l'a jamais écrit. Aucun musicien n'est capable d'écrire tout ce qui sort de son esprit ! Maintenant, au cœur de la musique écrite, il y a des sections à partir desquelles vous devenez un soliste. C'est un autre aspect de l'improvisation. Mais vous n'êtes soliste qu'à un certain moment, pendant lequel vous n'avez pas le temps d'écrire ce que vous jouez - Et voila ce qui est fascinant dans le jazz : c'est l'Improvisation dans l'Improvisation ! »

L'improvisation d'Ahmad Jamal le révèle avant tout comme un rythmicien : son jeu fait la part belle aux décalages rythmiques, alternant fréquemment ternaire et binaire ou combinant les deux, tout en maintenant un groove extrêmement solide[réf. nécessaire]. De même, Jamal fait un usage tout à fait personnel du silence : il laisse parfois passer plusieurs pulsations sans jouer. Dans Stompin' at the Savoy sur l'album At the Spotlite, la contrebasse joue le thème dès que Jamal cesse de jouer. De même, dans Cheek to cheek sur le même album, Jamal s'interrompt brutalement et à plusieurs reprises lors de l'énoncé du thème, laissant l'auditeur poursuivre mentalement la mélodie. Cette technique influença considérablement Miles Davis[réf. nécessaire].
Autre trait stylistique, les improvisations d'Ahmad Jamal le voient parfois effectuer d'audacieuses modifications formelles. Le second chorus de Squatty Roo sur l'album At the Spotlite en offre un bon exemple : ce thème est construit sur une structure de type AABA, et lors du chorus, Jamal remplace les 16 premières mesures (AA) par un vamp qui souligne d'autant plus le retour à la section B. Le même procédé est utilisé sur la version d'Autumn Leaves du même album.
Enfin, Ahmad Jamal sera l'un des pionniers de l'improvisation modale, technique qui sera reprise et développée notamment par Miles Davis, John Coltrane et Herbie Hancock[réf. nécessaire].

### Main gauche
Une des particularités stylistiques d'Ahmad Jamal réside dans son jeu de main gauche, qui emprunte souvent un rythme semblable au charleston. En cela, Ahmad Jamal est proche des joueurs de stride (comme Fats Waller) mais aussi de grands rythmiciens comme Bud Powell ou Teddy Wilson[réf. nécessaire].

### Trios
Lorsque Ahmad Jamal crée son premier trio, il semble faire référence à Nat King Cole[réf. nécessaire]. Cependant, très vite, Ahmad s'approprie la structure du trio, il semble y trouver l'espace qui lui convient :

« J'ai essayé chaque combinaison imaginable, mais le trio est ce qu'il y a de plus exigeant. Il est très difficile d'obtenir un son orchestral d'un trio, mais nous y parvenons parce que je pense de façon orchestrale. Le trio m'offre beaucoup d'espace. Je peux jouer solo, en duo avec le bassiste ou bien avec la batterie. Mon défi est de jouer au plus haut niveau. Je cherche à créer un état qui fasse du sens, musicalement parlant. »

L'audition des trios d'Ahmad Jamal dénote une grande économie de moyens ainsi qu'un important travail sur les dynamiques : il est fréquent que le trio atteigne un climax à un très faible volume sonore. Jamal s'est fréquemment expliqué sur ce sujet : « N'importe qui peut jouer fort, mais il est bien plus délicat de jouer doucement en conservant le même groove qu'en jouant fortissimo. »
Le « son » d'Ahmad Jamal dans ce qu'il a d'unique est bien celui du trio, comme le souligne le critique Stanley Crouch : « Aucun musicien n'a davantage influencé l'approche orchestrale des petites formations durant les 35 dernières années qu'Ahmad Jamal. »
Ahmad Jamal est sans doute avec Oscar Peterson et Bill Evans l'un des plus influents leaders de trios du jazz moderne.

### Piano

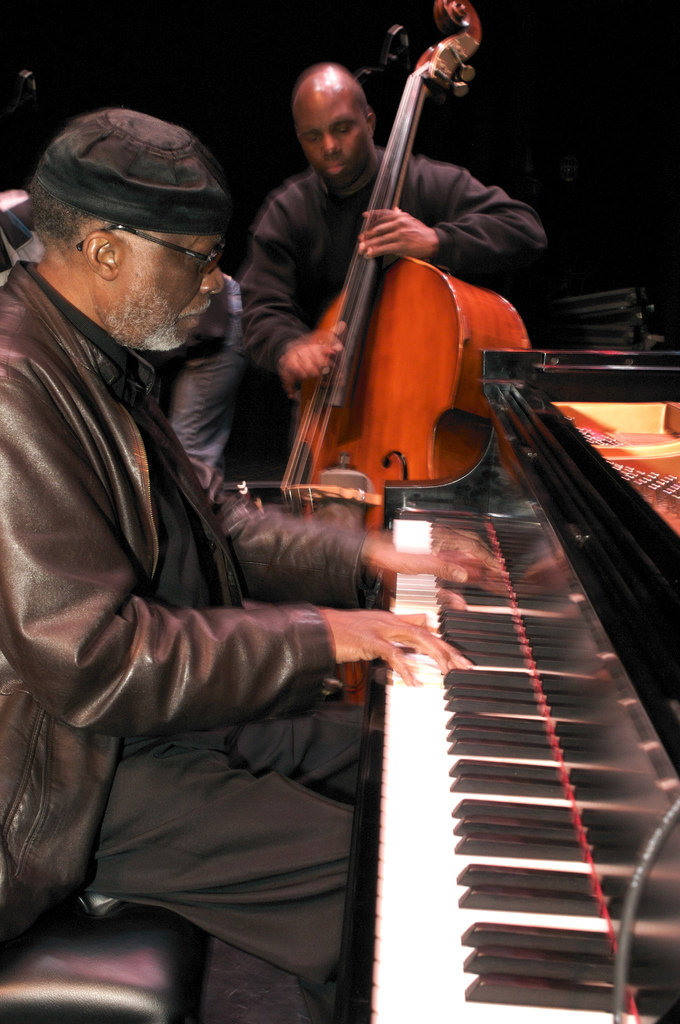
Ahmad Jamal jouant avec le contrebassiste James Cammack.

Si Ahmad Jamal ne joue que sur les pianos Steinway & Sons, il a cependant joué sur des claviers électriques pendant une période et les utilise encore parfois, même s'il semble éprouver une certaine forme de méfiance envers la technologie :

« Pendant longtemps, le piano électrique m’a laissé complètement indifférent — jusqu’à ce que j’enregistre, pour ma propre compagnie, Sonny Stitt avec Grady Tate à la batterie et Herbie Hancock.
L’arrangeur avait prévu deux guitares électriques et Herbie n’aimait pas le son d’ensemble. Il pensait qu’un piano Fender Rhodes conviendrait davantage. Je ne connaissais que le Wurlitzer, et il m’a assuré que j’aimerais le son du Fender Rhodes. On a donc fait venir un Fender Rhodes pour Herbie. Ça ne m’a pas convaincu, mais j’ai tout de même demandé aux représentants de Fender Rhodes de nous donner à chacun un piano électrique. Le mien est resté chez moi pendant six mois, je ne l’ai presque pas touché. Et puis un jour, je jouais dans le Minnesota et le piano acoustique était abominable — ce n’était pas un Steinway ! Plutôt que ce mauvais piano, j’ai demandé qu’on m’apporte un Fender… Il n’empêche que je reste fidèle, au moins à 90 %, au piano acoustique. Rien ne remplacera le piano acoustique, sinon un meilleur piano acoustique. Je réserve le piano électrique à certains effets, en dépit des nombreuses améliorations qui ont été réalisées. »

## Influences

### Artistes l'ayant influencé
Fréquemment interrogé sur ses influences, Ahmad Jamal cite la plupart du temps :
- Nat King Cole pour le trio.
- Erroll Garner et Art Tatum pour la sonorité du piano ; il compare d'ailleurs souvent ces deux musiciens sur ce point[24]. Jamal a rencontré Art Tatum lors d'une Jam session en 1943 : « On raconte […] que Tatum, alors la référence suprême pour tous les pianistes de jazz, aurait été subjugué par les talents du jeune virtuose »[25].

### Artistes influencés par Ahmad Jamal
L'influence d'Ahmad Jamal sur la scène jazz est perceptible dès son second album : sa version de Billy Boy soulève alors un tel enthousiasme que de nombreux pianistes (notamment Oscar Peterson, Monty Alexander et Red Garland) vont alors enregistrer à leur tour le titre en reprenant presque trait pour trait certaines phrases du jeu de Jamal.
Enfin, si Ahmad Jamal a influencé bon nombre de jazzmen, aucun d'entre eux n'est aussi célèbre que Miles Davis, qui lui a témoigné d'un respect considérable :

« J'avais été séduit par la façon de jouer et les concepts musicaux d'Ahmad Jamal, que ma sœur Dorothy m'avait fait connaître en 1953. Elle m'avait téléphoné d'une cabine de Chicago et m'avait dit : « Junior… Je suis en train d'écouter un pianiste qui s'appelle Ahmad Jamal et je crois que tu l'aimerais. » J'étais allé l'entendre une fois que je passais par là et sa conception de l'espace, la légèreté de son toucher, sa retenue, sa façon de phraser notes, accords et traits, m'en avaient mis plein la vue. De plus, j'aimais les thèmes qu'il jouait […] mais aussi ses compositions originales. J'aimais son lyrisme au piano, sa façon de jouer, l'espace qu'il utilisait pour le voicing d'ensemble de ses groupes. »

L'admiration étant parfaitement réciproque, le fait qu'Ahmad Jamal et Miles Davis n'aient jamais joué ensemble demeure un véritable mystère musicologique, comparable à la « non-relation » Schubert-Beethoven, d'autant que plusieurs éléments suggèrent une complicité des deux musiciens :
- L'orchestre de George Hudson jouait à Saint-Louis à l'époque où Davis y habitait[27], il est donc probable que Davis ait entendu Jamal lorsque ce dernier était encore très jeune.
- Davis a déclaré à plusieurs reprises que « le bonheur absolu serait de trouver un pianiste qui serait la combinaison d'Ahmad Jamal et de Bill Evans ».
- De nombreux titres présents sur les enregistrements de Davis se retrouvent également sur ceux d'Ahmad Jamal[28].

Ahmad Jamal a parfois laissé entendre que Miles et lui étant chacun dans un rôle de leader, il n'aurait pas été confortable de les faire jouer ensemble : « Quand tu es un leader comme je l'étais, comme Cannonball l'était après avoir quitté Miles, et comme l'était Miles lui-même, il peut avoir existé des tentatives de nous faire jouer ensemble, mais ça n'est jamais arrivé. De mon côté, j'étais trop occupé avec mon groupe à essayer de le faire connaître, je ne faisais rien d'autre que d'être le leader, comme Miles et Cannonball. »

## Récompenses
Ahmad Jamal a reçu de très nombreuses récompenses, on peut notamment citer :
- Un Entertainment Award de la chambre de commerce de Pittsburgh en 1959
- Le prix Jazz de la station de radio KCOH (Houston) en 1973
- Un Distinguished Service Award du Smithsonian Institute (Washington) en 1980
- Le maire de Providence (Rhode Island) lui a remis les clés de la ville en 1980
- Un Merit Award du Art Directors' Club en 1986 pour l'album Digital Works
- Il est proclamé « Citoyen d'honneur » de la ville de Memphis en 1993
- Il a reçu une lettre de félicitations de Bill Clinton en 1993
- Un Duke Ellington Fellow Award par l’université Yale en 1994
- Un American Jazz Masters Fellowship Award la même année
- Le magazine Jazzman lui offre le Choc de l'année en 1995 pour l'album The Essence, Part I. Il reçoit également un Djangodor pour ce même album
- Son nom apparaît sur l’American Jazz Hall of Fame de la New Jersey Jazz Society depuis 2003
- Il a reçu une médaille d'or pour les 150 ans de la société Steinway & Sons en 2003

De façon plus anecdotique, Ahmad Jamal fait partie du Who's Who américain depuis 1960 et du Who's Who des noirs américains depuis 1988.

## Utilisation de sa musique
Plusieurs thèmes d'Ahmad Jamal sont utilisés dans le film de Clint Eastwood Sur la route de Madison (Poinciana et Music, Music, Music, extraits de l'album But Not For Me).

## Discographie
La discographie d'Ahmad Jamal est assez complexe : d'une part l'artiste est productif (en moyenne 2 albums par an, jusqu'à 4 albums pour la seule année 1994) et sa carrière particulièrement longue (66 années d'activité discographique, de 1951 à 2017) ; d'autre part plusieurs enregistrements portent le même titre et beaucoup de dates d'enregistrements sont incertaines ; enfin de nombreuses rééditions ont « pioché » dans les différents originaux.

### En trio

#### Trio en studio
- 1955 : Ahmad Jamal Plays (en) (Parrot/Argo)
- 1956 : The Ahmad Jamal Trio (en) (Epic)
- 1956 : Count 'Em 88 (en) (Argo)
- 1958 : Ahmad's Blues (Chess)
- 1959 : The Piano Scene of Ahmad Jamal (en), enregistré en 1951, 1952 et 1955 (Epic)
- 1960 : Happy Moods (en) (Argo)
- 1965 : The Roar of the Greasepaint (en) (Argo)
- 1965 : Extensions (en) (Argo)
- 1966 : Heat Wave (en) (Cadet)
- 1967 : Standard-Eyes (Cadet/Chess)
- 1968 : Tranquility (en) (ABC)
- 1970 : The Awakening (Impulse!)
- 1995 : I Remember Duke, Hoagy & Strayhorn (en) (Telarc)
- 2000 : In Search of Momentum (Birdology)

#### Trio en concert
- 1958 : Ahmad Jamal at the Pershing: But Not for Me (Argo)
- 1958 : Ahmad Jamal Trio Volume IV (en) (Argo)
- 1959 : Portfolio of Ahmad Jamal (en) (Argo)
- 1961 : At the Pershing, Vol. 2 (en), enregistré en 1958 (Argo)
- 1961 : Ahmad Jamal's Alhambra (en) (Argo)
- 1962 : All of You (en) (Argo)
- 1962 : Ahmad Jamal at the Blackhawk (en) (Argo)
- 1965 : Naked City Theme (en) (Argo)
- 1969 : Ahmad Jamal at the Top: Poinciana Revisited (en) (Impulse!)
- 1971 : Freeflight (en) (Impulse!)
- 1971 : Outertimeinnerspace (en) (Impulse!)
- 1981 : Live at Bubba's (en) (Who's Who in Jazz)
- 1992 : Live in Paris 1992 (en) (Birdology)
- 1993 : Chicago Revisited: Live at Joe Segal's Jazz Showcase (en) (Telarc)
- 2004 : After Fajr (Birdology)
- 2022 : The Complete 1962 Ahmad Jamal at the Blackhawk (Essential Jazz Classics)
- 2022 : Live in Paris (1971) (Lost ORTF Recordings) (Transversales Disques)
- 2022 : Emerald City Nights (Live at the Penthouse 1963-1964) (Jazz Detective)
- 2022 : Emerald City Nights (Live at the Penthouse 1965-1966) (Jazz Detective)
- 2022 : Emerald City Nights (Live at the Penthouse 1966-1968) (Jazz Detective)

### En quartet
Ahmad Jamal a beaucoup enregistré dans une formule en quartet piano, basse, batterie et percussions.
- 1974 : Jamal Plays Jamal (en) (20th Century)
- 1982 : American Classical Music (Shubra)
- 1985 : Digital Works (en) (Atlantic)
- 1985 : Live at the Montreal Jazz Festival 1985 (en) (Atlantic)
- 1986 : Rossiter Road (en) (Atlantic)
- 1987 : Crystal (en) (Atlantic)
- 1992 : Live! At Blues Alley, en concert (Blues Alley Music Society)
- 2007 : It's Magic  (Birdology)
- 2009 : A Quiet Time (Dreyfus)
- 2012 : Blue Moon (Jazzbook Records/JazzVillage)
- 2013 : Saturday Morning: La Buissonne Studio Sessions (Jazz Village)
- 2015 : Live in Marciac, August 5th 2014, en concert (Jazz Village, CD+DVD)
- 2017 : Marseille (Jazz Village)

On trouve d'autres formules :
- 1963 : Poinciana (en), enregistré en 1958 en concert, trio avec guitare (Argo)
- 1980 : Genetic Walk (en), enregistré en 1975, trio avec guitare (20th Century)
- 1981 : In Concert (en), Gary Burton se joint au trio de Jamal (Personal Choice Records)
- 2000 : Ahmad Jamal à l'Olympia, trio avec George Coleman (Dreyfus)

### En quintet
- 1961 : Listen to the Ahmad Jamal Quintet (en) (Argo)
- 1976 : Steppin' Out with a Dream (en) (20th Century)
- 1976 : Recorded Live at Oil Can Harry's (en), en concert (Catalyst)
- 1980 : Intervals (en) (20th Century Fox)
- 1995 : The Essence Part One (en) (Birdology)
- 2012 : Ahmad Jamal & Yusef Lateef/Live at the Olympia (Jazz Village)

### Avec orchestre ou chœur
- 1959 : Jamal at the Penthouse (en), avec un orchestre à cordes dirigé par Joe Kennedy Jr. (Argo)
- 1963 : Macanudo (en), avec un orchestre dirigé par Richard Evans (Argo)
- 1966 : Rhapsody (en), avec un orchestre à cordes dirigé par Joe Kennedy Jr. (Cadet)
- 1967 : Cry Young (en), avec le Howard Roberts Choir (Cadet)
- 1968 : The Bright, the Blue and the Beautiful (en), avec le Howard Roberts Choir (Cadet)
- 1973 : Ahmad Jamal '73 (en), avec un orchestre dirigé par Richard Evans (20th Century)
- 1974 : Jamalca (en), avec un orchestre dirigé par Richard Evans (20th Century)
- 1989 : Pittsburgh (en), avec un orchestre dirigé par Richard Evans (Atlantic)
- 1998 : Ahmad Jamal with The Assai Quartet (Roesch)

### Autres formations
- 1979 : One (en) (20th Century Fox)
- 1980 : Night Song (en) (Motown)
- 1996 : Live in Paris 1996, en concert (Dreyfus)
- 1996 : Big Byrd: The Essence Part 2 (en) (Birdology)
- 1998 : Nature: The Essence Part Three (en) (Birdology)
- 2001 : Picture Perfect (Birdology)
- 2019 : Ballades (en), piano solo et duo avec James Cammack (Jazz Village)

### Participations
- 1995 : Ray Brown, Some of My Best Friends Are...The Piano Players (en) (Telarc)
- 1999 : Pat Metheny/Gary Burton/The Heath Brothers, All The Things You Are (Fruit Tree)
- 2003 : Shirley Horn, May the Music Never End (en) (Telarc)

## Vidéographie
- 2002 : Ahmad Jamal (Quantum)
- 2004 : Live in Baalbeck, en trio (Birdology/Dreyfus)
- 2004 : Live at the Midem Festival 1981 (Umbrella Entertainment)